# Final Battle (2022)
Pour les articles homonymes, voir Final Battle.
L'édition 2022 de Final Battle est un Pay-per-view de catch (lutte professionnelle) produit par la promotion américaine Ring of Honor. L'événement a eu lieu le 10 décembre 2022 au College Park Center à Arlington (Texas). Il s'agit de la 21e édition de Final Battle.

## Contexte
Les spectacles de la Ring of Honor sont constitués de matchs aux résultats prédéterminés par les scénaristes de la compagnie. Ces rencontres sont justifiées par des storylines – une rivalité entre catcheurs, la plupart du temps – ou par des qualifications survenues dans les shows. Tous les catcheurs possèdent un gimmick, c'est-à-dire qu'ils incarnent un personnage gentil (Face) ou méchant (Heel), qui évolue au fil des rencontres. Un événement comme Final Battle est donc un événement tournant pour les différentes storylines en cours.

## Tableau des matchs
| Ordre par numéros | Résultat | Stipulation(s)                                                        | Temps |
| --- | --- | --------------------------------------------------------------------- | ----- |
| 1P | Jeff Cobb bat Máscara Dorada                                                                                                 | Match simple                                                          | 7:00  |
| 2P | Jericho Appreciation Society (Angelo Parker et Matt Menard) bat Shinobi Shadow Squad (Cheeseburger et Eli Isom)              | Tag Team match                                                        | 5:55  |
| 3P | Willow Nightingale bat Trish Adora                                                                                           | Match simple                                                          | 6:00  |
| 4P | Top Flight (Dante et Darius Martin) bat The Kingdom (Matt Taven et Mike Bennett) (avec Maria Kanellis)                       | Tag Team match                                                        | 11:20 |
| 5 | Blake Christian et AR Fox battent La Facción Ingobernable (Rush et Dralíistico) (avec José the Assistant et Preston Vance)   | Tag Team match                                                        | 10:35 |
| 6 | Athena bat Mercedes Martinez (c)                                                                                             | Match simple pour le ROH Women's World Championship                   | 13:10 |
| 7 | Swerve in Our Glory (Keith Lee et Swerve Strickland) bat Shane Taylor Promotions (Shane Taylor et JD Griffey)                | Tag Team match                                                        | 13:50 |
| 8 | The Embassy (Brian Cage, Kaun et Toa Liona) (avec Prince Nana) bat Dalton Castle (c) et The Boys (Brandon et Brent Tate) (c) | 6-Man Tag Team match pour les ROH World Six-Man Tag Team Championship | 10:05 |
| 9 | Wheeler Yuta bat Daniel Garcia (c) sur décision de l'arbitre                                                                 | Pure Wrestling Rules match pour le ROH Pure Championship              | 14:50 |
| 10 | The Briscoes (Jay et Mark) bat FTR (Cash Wheeler et Dax Harwood) (c) sur décision de l'arbitre                               | Double Dog Collar match pour les ROH World Tag Team Championship      | 22:20 |
| 11 | Samoa Joe (c) bat Juice Robinson                                                                                             | Match simple pour le ROH World Television Championship                | 13:40 |
| 12 | Claudio Castagnoli bat Chris Jericho (c) par soumisssion                                                                     | Match simple pour le ROH World Championship                           | 17:15 |
| La lettre C placée entre parenthèses désigne la personne ou l’équipe championne en titre. P – indique que le match a eu lieu lors du pré-show | |                                                                       |       |